# Les 12 violoncellistes du Philharmonique de Berlin
Les 12 violoncellistes du Philharmonique de Berlin (en allemand : Die 12 Cellisten der Berliner Philharmoniker ou tout simplement Die Zwölf) est le nom de l'ensemble formé par les membres du pupitre de violoncelles de l'Orchestre philharmonique de Berlin qui connaît depuis 1972 une carrière indépendante en parallèle de son activité au sein de ce dernier.

## Histoire
Début 1972, la radio autrichienne ORF Salzburg demande au pupitre de violoncelle du Philharmoniker d'enregistrer dans ses studios Hymnus du violoncelliste allemand Julius Klengel, une œuvre rarement jouée pour 12 violoncelles. L'enregistrement a lieu le 25 mars 1972 au Mozarteum, à la façon d'un ensemble de musique de chambre, sans chef d'orchestre. Les musiciens furent tellement satisfaits de cette expérience qu'ils décident alors de s'instituer en un ensemble à part entière qui se réunirait régulièrement entre les répétitions et concerts de l'orchestre. Rudolf Weinsheimer se charge alors de l'organisation et du marketing.
Un problème se pose néanmoins assez rapidement, puisque, hormis Hymnus, les membres du groupe ne connaissent pas d'œuvre originale pour cette formation dans le répertoire. Weinsheimer fait alors, à l'occasion d'un trajet en auto-stop, la rencontre de Tatjana Blacher, alors âgée de 15 ans, qui le met en contact avec son père le compositeur Boris Blacher. À la suite de cette rencontre, celui-ci écrit pour l'ensemble Blues – Espagnola – Rumba philharmonica pour 12 violoncelles solos. En ajoutant quelques pièces pour des ensembles violoncelles plus petits (de David Funk ou Heitor Villa-Lobos), les musiciens parviennent à monter un programme de concert. Après avoir réalisé de courtes prestations dans le cadre de plusieurs autres concerts, il donne leur premier propre concert le 26 août 1973.

## Membres

### Membres fondateurs
- Jörg Baumann
- Wolfgang Boettcher
- Ottomar Borwitzky
- Eberhard Finke
- Klaus Häussler
- Christoph Kaplerwalde
- Heinrich Majowski
- Peter C. Steiner
- Götz Teutsch
- Alexander Wedow
- Rudolf Weinsheimer
- Gerhard Woschny

### Membres actuels
- Bruno Delepelaire
- Richard Duven
- Rachel Helleur
- Christoph Igelbrink
- Solène Kermarrec
- Stephan Koncz
- Martin Löhr
- Olaf Maninger
- Martin Menking
- Ludwig Quandt
- David Riniker
- Nikolaus Römisch
- Dietmar Schwalke
- Knut Weber

### Anciens membres
- Jan Diesselhorst
- Georg Faust

## Discographie
- 1976 : Die 12 Cellisten der Berliner Philharmoniker
- 1983 : Classic Meets Pops
- 1983 : The Beatles in Classic
- 2000 : South American Getaway
- 2002 : Round Midnight
- 2004 : As Time Goes By
- 2006 : Angel Dances
- 2010 : Fleur de Paris